# Svenstjärnen (Anundsjö socken, Ångermanland)
Svenstjärnen är en sjö i Örnsköldsviks kommun i Ångermanland och ingår i Moälvens huvudavrinningsområde.